# Casa Borràs (Cardedeu)
Casa Borràs és una casa a la vila de Cardedeu (Vallès Oriental) protegida com a bé cultural d'interès local. És una casa de tipologia ciutat-jardí alineada a dos carrers amb planta baixa i golfes acabades amb torre octogonal. La façana és simètrica amb capcer triangular truncat, seguint un estil barroc. El materials són: sòcol de pedra irregular i revestiments exteriors de pedra de color rosa i ceràmica verd-groc travessant les finestres. La tanca del jardí és feta en obra i reixat. Els elements decoratius són representatius del noucentisme el qual pertany l'última etapa de Raspall. Als anys trenta del s. XX hi ha una gran activitat constructiva a la vila de Cardedeu. Raspall, que continua essent l'arquitecte municipal és l'encarregat de fer la majoria d'obres que es basteixen en aquesta època a la part nord de la vila de Cardedeu. La gran part d'aquestes obres són fetes per a famílies de Barcelona que estiuegen a Cardedeu.